# Богданов, Александр Петрович
Александр Петрович Богданов (5 января 1951, Дозорное, Крымская область — 18 мая 1984, Афганистан) — майор погранвойск КГБ СССР, участник Афганской войны, Герой Советского Союза (1984).

## Биография
Родился 5 января 1951 года в селе Дозорное (ныне — Белогорский район Крыма) в рабочей семье. Окончил десять классов средней школы. В августе 1968 года был призван на службу, служил в погранвойсках КГБ СССР. В 1971 году вступил в КПСС. В 1972 году окончил Московское высшее пограничное командное училище КГБ при Совете Министров СССР. Проходил службу в погранвойсках на Дальнем Востоке. Вначале был заместителем начальника, а впоследствии начальником погразаставы. В 1978—1981 годах учился в Военной академии имени Фрунзе. После её окончания был начальником отделения, затем начальником штаба Нахичеванского пограотряда Закавказского погранокруга.

## Подвиг

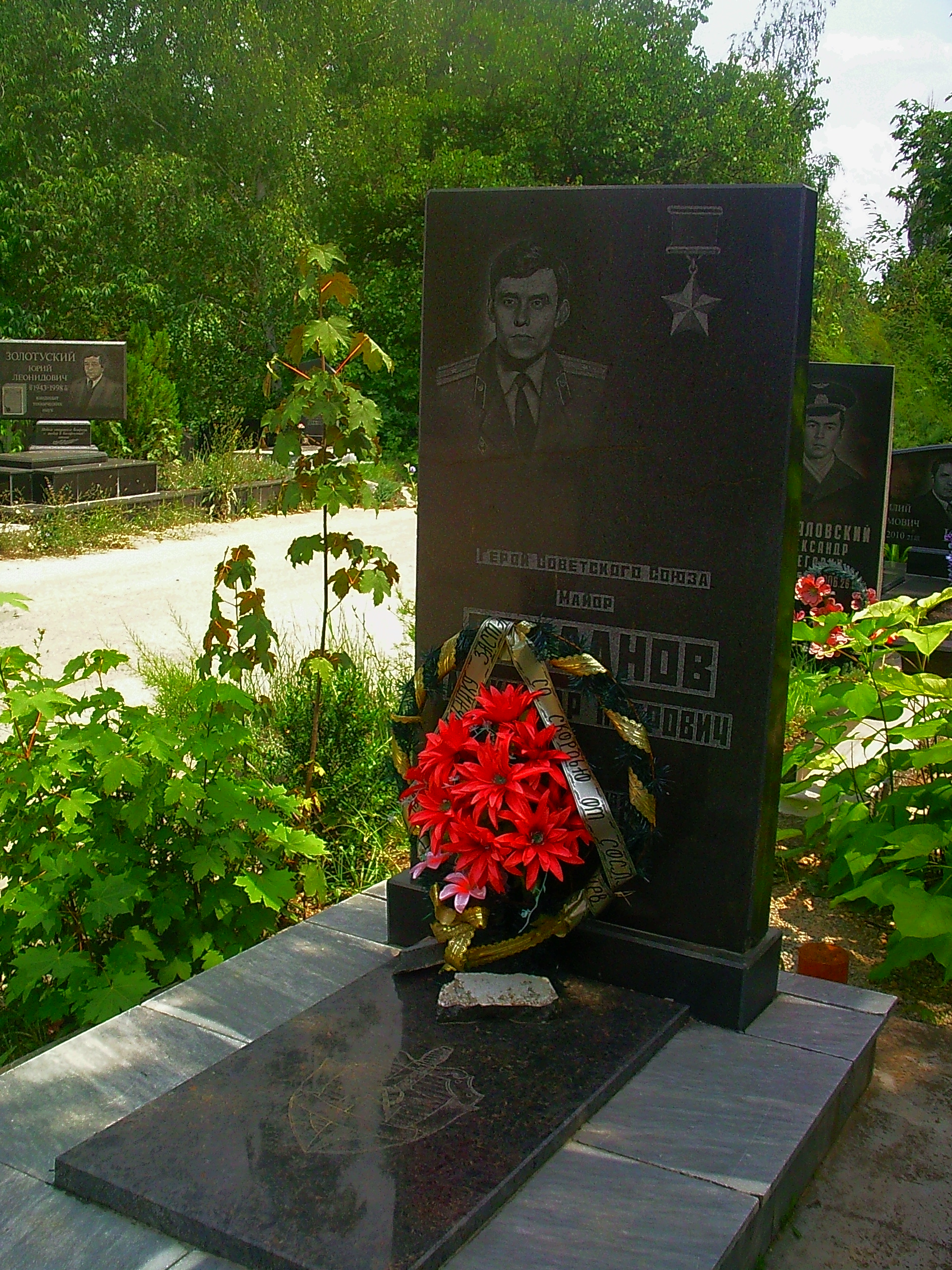
Могила в Симферополе

Из наградного листа о присвоении звания Герой Советского Союза:
«С 1983 года служил в Афганистане, был военным советником воинской части погранвойск ДРА. Богданов участвовал в планировании, подготовке и осуществлении 15 успешных боевых операций, силами этой воинской части были уничтожены две группировки моджахедов. 18 мая 1984 года, попав в окружение превосходящими силами моджахедов, Богданов получил три тяжёлых ранения, но продолжил сражаться и погиб в рукопашной схватке».

## Звание Герой Советского Союза
Указом Президиума Верховного Совета СССР от 21 июня 1984 года — «За „мужество и отвагу, проявленные при выполнении воинского долга“ майор Александр Богданов посмертно был удостоен высокого звания Героя Советского Союза».

## Награды
- орден Ленина
- Медаль «Золотая Звезда»
- медали
- афганская медаль «За хорошую охрану границы»
- афганский орден «Красное Знамя»

## Память
Имя Героя Богданова Александра Петровича носят улица и школа в его родном селе Дозорное Белогорского района Республики Крым. В городе Симферополе на здании по улице Севастопольская, дом 21,(это прокуратура с 90 х годов, и расположение кабинетов не предусматривает школьные классы) в котором ранее размещалась средняя школа № 2, в которой учился Богданов А. П. на протяжении двух лет с 1966 по 1968 годы, установлена мемориальная доска. Именем Богданова Александра Петровича названа улица в селе Каштановое Симферопольского района Республики Крым. 18 мая 1986 года именем Героя Советского Союза Александра Богданова названа пограничная застава 70-го Казакевичевского Краснознамённого пограничного отряда (в/ч 9783) в Хабаровском крае, начальником которой он был в начале 1980-х годов.
Похоронен на симферопольском кладбище «Абдал».